# Wilhelm Richter (Maler, 1824)
Wilhelm Richter (* 1824; † 14. Juni 1892 in Wien) war österreichischer Genre-, Jagd- und Militärmaler.

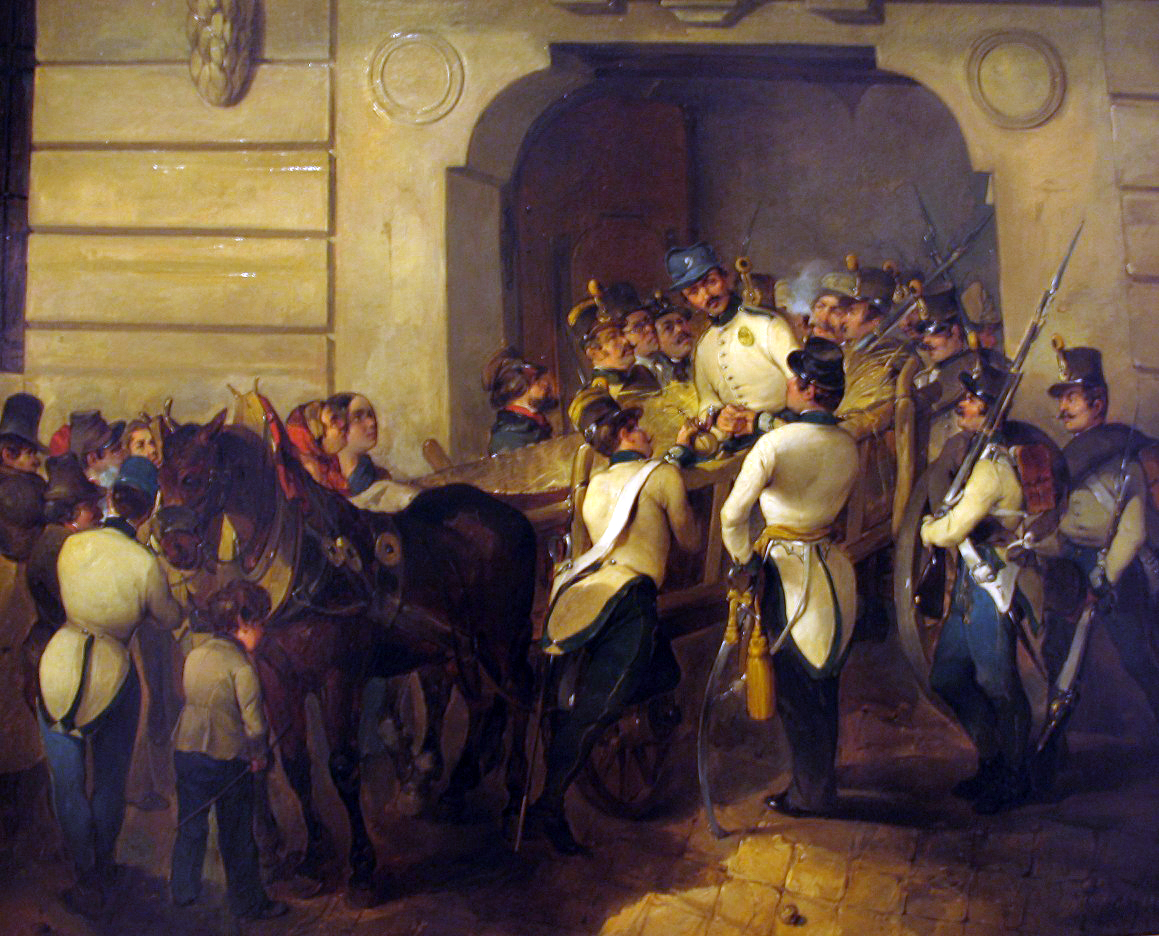
Der Abschied des Regimentskameraden (1843), Heeresgeschichtliches Museum Wien

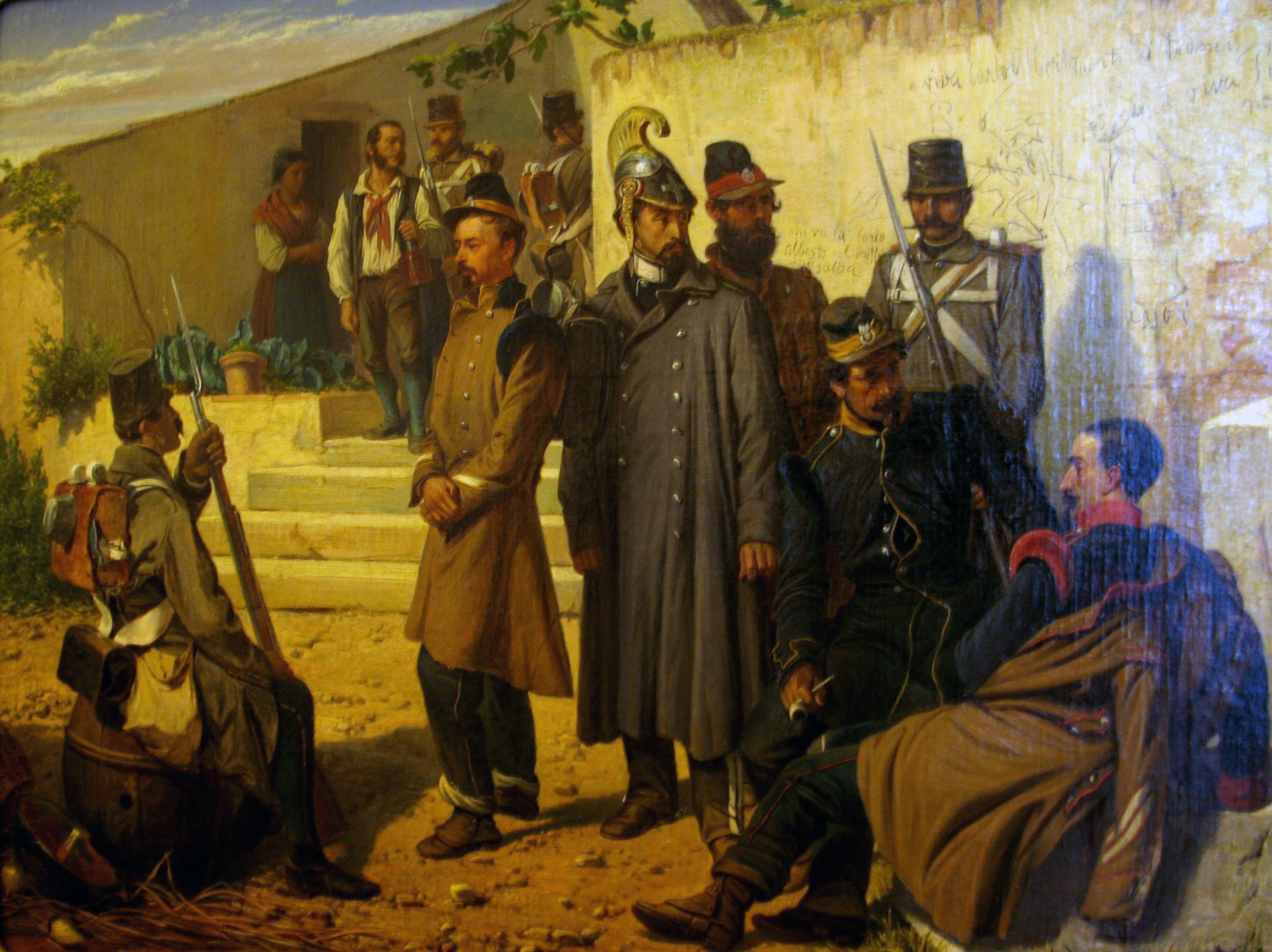
Gefangene Piemontesen in Vicenza (1848), Heeresgeschichtliches Museum Wien

Österreichisches Infanterielager in der Lombardei (1858), Heeresgeschichtliches Museum Wien

## Leben und Werk
Wilhelm Richter studierte unter den berühmten Malern Leopold Kupelwieser und Johann Nepomuk Ender an der Wiener Akademie. Bereits 1848/49 nahm er als Kriegsmaler im Hauptquartier der kaiserlich-österreichischen Armee am Feldzug in Oberitalien teil, ebenso am Feldzug von 1859 ebenda. In den 1870er Jahren hielt sich Richter häufig in Gödöllő am dortigen kaiserlichen Jagdschloss auf, wo er u. a. 1872 ein großes Gruppenbild der kaiserlichen Jagdgesellschaft malte. Dem folgten noch weitere Gemälde dieses Sujets, wie z. B. Kaiser Franz Joseph auf der Parforcejagd (1875). Mehrere Gemälde Richters befinden sich heute im Heeresgeschichtlichen Museum in Wien und dokumentieren auf hervorragende Weise jene Feldzüge, die Richter selbst als Kriegsmaler miterlebte.

## Werke (Auszug)
- Der Kampf um den Kirchhof von Aspern 1809, Öl auf Holz, 60 × 60 cm, Heeresgeschichtliches Museum, Wien.
- Der Abschied des Regimentskameraden, Öl auf Leinwand, 1843, 46 × 48 cm, Heeresgeschichtliches Museum, Wien.
- Gefangene Piemontesen in Vicenza 1848, Öl auf Leinwand, 1863, 79 × 98 cm, Heeresgeschichtliches Museum, Wien.
- Kämpfende Grenadiere in der Schlacht bei Aspern 1809, 1849, 42 × 58 cm, Heeresgeschichtliches Museum, Wien.
- Der Militärhaarschnitt. Öl auf Holz, um 1850, 52 × 41 cm, Heeresgeschichtliches Museum, Wien.
- Der Regimentskaplan segnet das in die Schlacht ziehende Infanterie-Regiment Nr. 17 „Prinz Hohenlohe“ am 24. Juni 1866, Öl auf Leinwand, 1866, 64 × 79,5 cm, Heeresgeschichtliches Museum, Wien.